# (674118) 2015 KH162
2015 KH162 — крупный транснептуновый объект, относящийся к объектам рассеянного диска.
Открыт в мае 2015 года в созвездии Змеи при помощи телескопа обсерватории Кека. Открытие было анонсировано 23 февраля 2016 года.
2015 KH162 находится на расстоянии 9,3 млрд км от Солнца — примерно вдвое дальше, чем Плутон. Диаметр 2015 KH162 оценивается в 400—800 километров. При альбедо и абсолютной магнитуде, принимаемых за 0,11 и 4,1, диаметр 2015 KH162 составит 621 км.
Ввиду яркости, очень высокой для объекта, расположенного на расстоянии 59 а. е., является кандидатом в карликовые планеты.
Находившийся в 2009 году чуть ближе к Солнцу, чем сейчас 2015 KH162 транснептуновый объект 2004 XR190 (58,0 а. е.) был 11-м в списке самых далёких крупных объектов в Солнечной системе после Эриды и Дисномии (96,7 а. е.), Седны (87,6 а. е.), 2007 OR10 (86,0 а. е.), 2006 QH181 (82,1 а. е.), 2006 AO101 (63,9 а. е.), 2004 UT10 (61,1 а. е.), 2007 TB418 (59,4 а. е.), 1999 DP8 (59,2 а. е.) и 2003 QX113 (59,2 а. е.). Позже были обнаружены более далёкие (532037) Шиминигагуа (80 а. е.), 2012 VP113 (83 а. е.) и V774104 (103 а. е.).